# Mort de George Floyd
George Floyd va ser un home afroamericà que va morir el 25 de maig del 2020 a Minneapolis, Minnesota, als Estats Units, després que el policia blanc Derek Chauvin li posés el genoll sobre el coll durant més de set minuts, mentre altres policies l'immobilitzaven. Els fets van ser enregistrats amb telèfons mòbils i van ser difosos a les xarxes socials. Els quatre agents implicats en la mort van ser acomiadats el dia següent.
L'Oficina Federal d'Investigació està realitzant una investigació federal sobre drets civils sobre l'incident, a petició del departament de policia de Minneapolis, mentre que l'Oficina d'Aprensió Criminal de Minnesota (BCA) investiga si hi hauria possibles violacions dels estatuts de Minnesota.
La mort de Floyd s'ha comparat amb la mort del 2014 d'Eric Garner, un home negre desarmat que va cridar repetidament "No puc respirar" mentres era sufocat per policies que el van detenir.

## Gent implicada
- George Floyd era un home afroamericà de 46 anys.[1] Natiu de Houston, Texas, va viure a St. Louis Park, Minnesota, i hi va treballar com a vigilant de seguretat.[6]
- Derek Chauvin, de 44 anys, treballava desde feia 19 anys al departament de policia de Minneapolis. Chauvin va ser identificat com l'oficial que va retenir Floyd a terra posant-li un genoll al coll.[7] Va estar implicat en tres tirotejos durant el seu servei policial, en un dels quals va resultar amb morts.[8][9]
- Tou Thao, va passar per l'acadèmia de policia el 2009 i va ser contractat a un càrrec a temps complet el 2012. El 2017, Thao havia estat acusat de fer ús excessiu de força que finalment va ser resolt fora del tribunal per 25.000 dòlars.[7]
- Altres dos oficials, identificats el 27 de maig, com Thomas Lane i J. Alexander Kueng, no van presentar-se a la càmera, però també van ser expulsats del cos de policia arran de l'incident.[10]

## Conseqüències

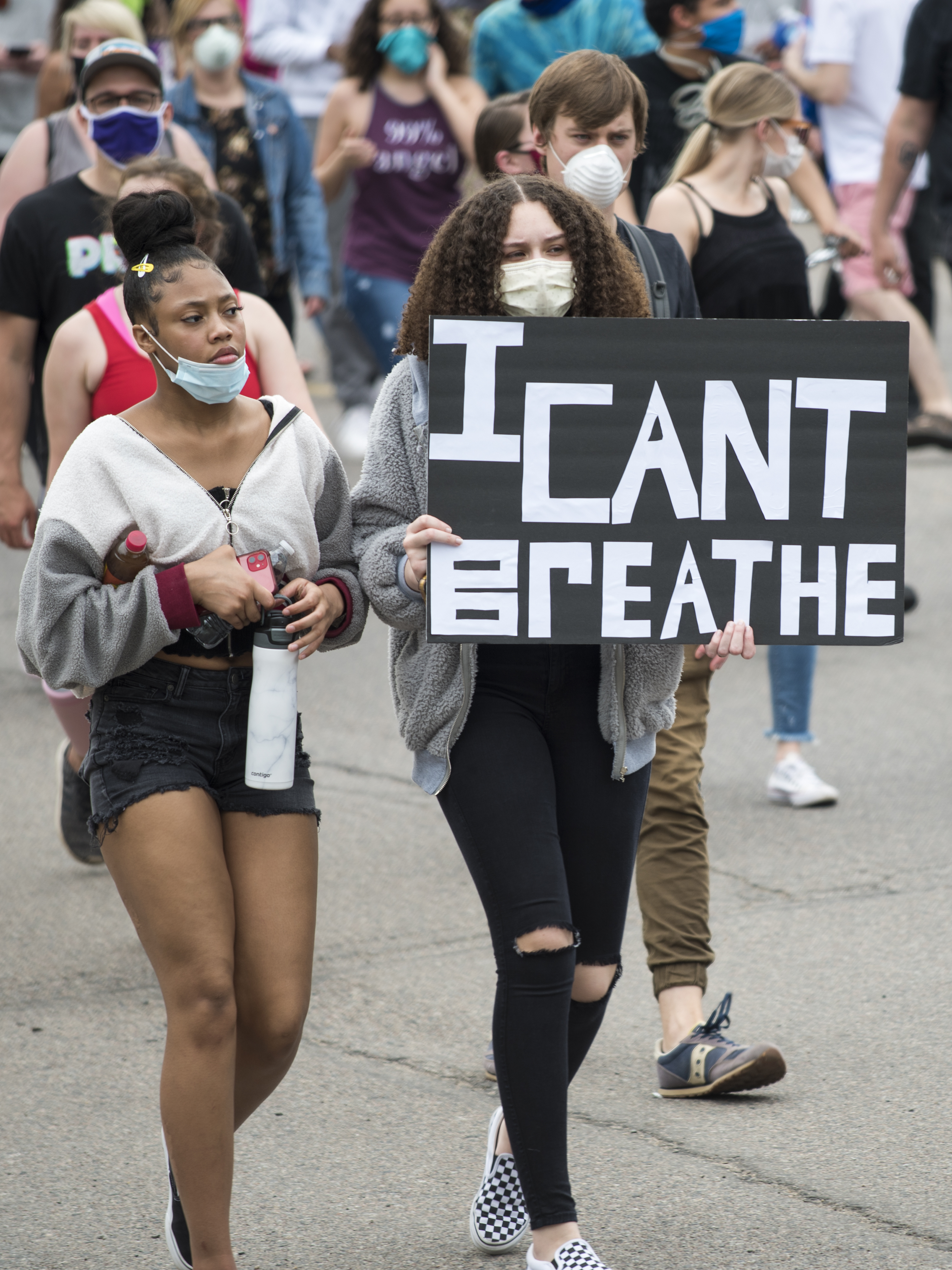
Protesta en contra de la violència policial després de la mort de George Floyd el 26 de maig.

El 26 de maig, el cap de la policia de Minneapolis, Medaria Arradondo, va anunciar que els agents estaven posats en excedència. Més tard al dia, els quatre agents que van respondre van ser fets fora.
Aquell dia, l'Oficina Federal d'Investigació va anunciar que revisava l'incident. Les gravacions del cos dels oficials van ser cedides a l'Oficina d'Aprensió Criminal de Minnesota. El fiscal de drets civils, Benjamin Crump, representa a la família de Floyd.
El 27 de maig, la desinformació dirigida a Chauvin va començar a circular a les xarxes socials, amb afirmacions especialment destacades que Chauvin va ser objecte d'una foto amb un barret "Make Whites Great Again" i que Chauvin estava amb Donald Trump en una manifestació política posteriorment mostrada per ser fals.

### Memorials i protestes

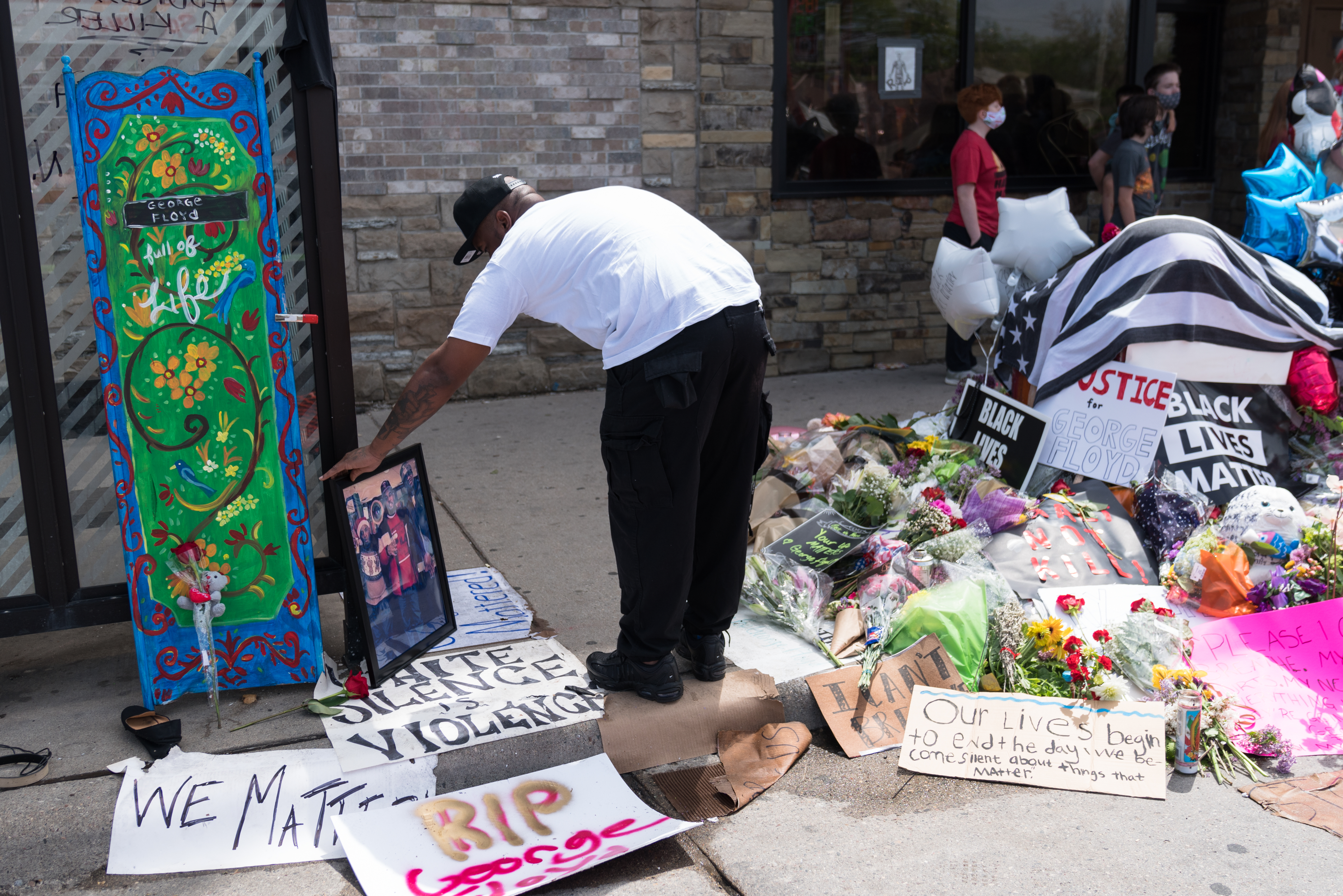
Memorial a George Floyd hores després de la seva mort.

Arran de la indignació comunitària a Minneapolis, la parada d'autobús al lloc de la mort de Floyd a l'avinguda Chicago es va convertir en un monument commemoratiu durant el dia 26 de maig, amb molts cartells com a homenatges i referint-se al moviment Black Lives Matter. A mesura que avançava el dia, més gent es va presentar per manifestar-se contra la mort de Floyd. La multitud, que es calcula que és de milers de persones, després va marxar al tercer recinte de la policia de Minneapolis. Els participants van utilitzar cartells i eslògans amb frases com "Justice for George" "I can't breathe" i "Black Lives Matter".
La protesta va atraure centenars de persones i va començar pacíficament, després va començar a haver-hi violència per part dels manifestants, culminant amb la banalització del recinte mitjançant pintura en polvoritzador i roques llançades per les finestres dels vehicles policials per manifestants frustrats. Al voltant de les 20:00 hores, la policia armada amb antidisturbis va disparar a la multitud rondes de sacs de sorra i agents químics.

### Incendi de comissaries de la policia
La indignació ciutadana no va cessar i el 28 de maig de 2020 les protestes van arribar fins a les comissaries de la policia de Minneapolis. Algunes van ser incendiades pels manifestants.